# Kian Golpira Ghassem-Abadi
Kian Golpira Ghassem-Abadi (* 12. August 1992 in Starnberg) ist ein deutscher Kickboxer. Er ist Mitglied des Bundeskaders des Verbandes WAKO-Deutschland e. V. und seit 2010 Profi.

## Leben
Kian Golpira Ghassem-Abadi ist Sohn eines iranischen Vaters und einer deutschen Mutter. Als der Zweite von drei Brüdern widmete er sich im Alter von neun Jahren als Erster dem Kampfsport, bevor er im Laufe der Jahre auch seine Brüder zum Kickboxen animierte. 2011 bestand Kian am städtischen Käthe-Kollwitz-Gymnasium in München sein Abitur, unter anderem im Fach Sport. Im Herbst 2011 begann er ein Studium der Sportwissenschaften an der Technischen Universität in München.

## Amateurkarriere
Anfang November 2005 bestritt Kian Golpira Ghassem-Abadi seinen ersten Wettkampf bei einem Nachwuchsturnier in Burghausen. Im Jahr 2007 konnte er sich das erste Mal für die Deutschen Meisterschaften qualifizieren, dort belegte er den 2. Platz. Im darauffolgenden Jahr konnte er sich zum ersten Mal den Titel des Deutschen Meisters sichern und gab außerdem sein Debüt im Jugendbundeskader auf der Jugend- und Juniorenweltmeisterschaft des Weltverbandes WAKO in Neapel. Er besetzte die Leichtkontaktgewichtsklasse „older cadets –57 kg“, eine Platzierung blieb aus. 2009 kämpfte er auf den Junioreneuropameisterschaften des Weltverbandes WAKO in Pula, wo er den 3. Platz in der Vollkontaktgewichtsklasse bis 63,5 kg belegte. 2010 versuchte er sich bei den Juniorenweltmeisterschaften des Weltverbandes WAKO in Belgrad, eine Gewichtsklasse tiefer, –60 kg, und konnte sich ebenfalls den 3. Platz sichern. Ab dem Jahr 2012 gehörte Kian Golpira Ghassem-Abadi zu den „Herren“ und konnte seine bisher erfolgreiche Kickboxkarriere ohne Anlaufschwierigkeiten fortsetzen. So gewann er noch mit 18 Jahren den Austrian-Classics-World-Cup in Innsbruck, im Vollkontakt –60 kg. Diesen Erfolg konnte er ein Jahr später im Halbweltergewicht, -63,5 kg, wiederholen. Auch 2011 empfahl er sich wieder für den Bundeskader. So vertrat er im Leichtkontakt –63 kg die deutschen Farben auf der Weltmeisterschaft des Weltverbandes WAKO in Skopje und holte außerdem eine Bronzemedaille nach Deutschland. Auf den Weltmeisterschaften 2011 des Weltverbandes WAKO in Dublin, wo der Titel im Vollkontakt ausgekämpft wurde, scheiterte er im Viertelfinale an dem späteren Weltmeister –60 kg, Ali Aday aus Jordanien. Im Jahr 2012 wurde er von der WAKO Deutschland für die Europameisterschaften des Weltverbandes WAKO, die in Bukarest stattfinden werden, in der Gewichtsklasse Vollkontakt –63,5 kg nominiert. Nach weiteren Nominierungen zur WM 2013 in Antalya und EM 2014 in Bilbao, wo er Bronze gewann, konnte Kian 2015 in Dublin den Titel des Weltmeisters –63,5 kg erringen.

## Profikarriere
Im Jahr 2010 holte sich Kian Golpira Ghassem-Abadi in einem auf 7 Runden angesetzten Kampf den deutschen WAKO-Pro-Titel im Vollkontaktkickboxen -62,3 kg gegen Markus Weiße aus Merseburg mit einem Aufgabe-Sieg in der 6. Runde. Diesen Titel musste er noch im gleichen Jahr gegen den Ingolstädter Kickboxer Johann Kun in Ingolstadt verteidigen. Dies gelang ihm mit einem Unentschieden nach 7 Runden durch Punktentscheidung. In einem späteren Prestigekampf, im Jahr 2012, besiegte er Johann Kun nach 5 Runden klar nach Punkten. Kurz vor seinem 18. Geburtstag, ebenfalls im Jahr 2010, bekam Kian Golpira Ghassem-Abadi die Möglichkeit, um den vakanten Interkontinental-Titel -64,5 kg der WAKO Pro in Anzio (Italien) zu kämpfen. Er verlor den Kampf gegen Andrea Paragallo aus Italien in der 4. Runde durch Arztabbruch wegen eines Cuts unter dem linken Auge.
Ende 2013 kämpfte Kian in Frankreich gegen Dieter Lecleurq um den „Ceinture mondiale“ in der Gewichtsklasse -66,8 kg und musste sich nach 10 Runden knapp nach Punkten geschlagen geben.

## Boxkarriere
Kian Golpira Ghassem-Abadis Boxkarriere begann 2009. Bis heute hat Kian Golpira 50 Boxkämpfe bestritten, darunter ein Einsatz in der Bundesliga.

## Sponsoren
- Sina Solar regenerative Energie

## Erfolge
Kickboxen:
- Deutscher Meister WAKO 2008, 2009, 2010, 2011, 2012, 2013, 2014, 2015
- 3-mal Austrian Classics World Cup Sieger (2011, 2012, 2015), 1-mal Bestfighter World Cup Sieger (2015), Sieger 8-Star Tournament in Oslo (2015)
- Bronze Junioren-EM 2009 Vollkontakt -63,5 kg
- Bronze Junioren-WM 2010 Vollkontakt -60 kg
- Bronze WM 2011 Leichtkontakt -63 kg
- Bronze EM 2014 Vollkontakt -63,5 kg
- Gold WM 2015 Vollkontakt -63,5

Boxen:
- Oberbayrischer Meister 2014
- Bayrischer Meister 2014
- Deutscher Hochschulmeister 2013 und 2014